# Aria (band)
Aria (Russisch: Ария) is een Russische metalband. Aria is de grootste Russische heavymetalband. De muziekstijl die Aria maakt is vergelijkbaar met de New Wave Of British Heavy Metal. Ze worden daarom ook wel de 'Russische Iron Maiden' genoemd.

## Artiesten
- Michail Zjitnjakov - zanger
- Vladimir Holstinin - gitarist
- Sergej Popov - gitarist
- Vitali Doebinin - bassist
- Maksim Oedalov - drummer

## Vroegere leden
- Artoer Berkoet - zanger
- Valeri Kipelov - zanger
- Andrej Bolsjakov - gitarist
- Sergej Mavrin - gitarist
- Sergej Terentjev - gitarist
- Alik Granovski - bassist
- Kiril Pokrovski - toetsenist
- Aleksandr Lvov - drummer
- Igor Moltsjanov - drummer
- Aleksandr Manjakin - drummer

## Discografie
- 1985 - Megalomania (Мания величия)
- 1986 - Whom Are You With? (С кем ты)
- 1987 - Hero Of Asphalt (Герой асфальта) (Melodia)
- 1989 - Play With Fire (Игра с огнём) (Melodia)
- 1991 - Blood For Blood (Кровь за кровь) (Syntez)
- 1995 - Night Is Shorter Than Day (Ночь короче дня) (Moroz)
- 1996 - Made In Russia (Сделано в России) (live dubbel-cd, Moroz)
- 1997 - Russian Rock Legends (Легенды русского рока) (compilatie-cd, Moroz)
- 1998 - Generator Of Evil (Генератор зла) (Moroz)
- 1999 - Tribute To Harley-Davidson (EP)
- 1999 - Best Songs (Лучшие песни) (dubbel- en compilatie-cd, Moroz)
- 2000 - 2000 And One Night (2000 и одна ночь) (live, Moroz)
- 2000 - Grand Collection (compilatie-cd, Moroz)
- 2001 - Rig N' Roll (Moroz)
- 2001 - Chimera (Химера) (Moroz)
- 2002 - Calm (Штиль) (Moroz)
- 2002 - Steel (Колизей) (Moroz)
- 2003 - Searching For A New Victim (В поисках новой жертвы) (dubbel- en live-cd)
- 2003 - Baptism By The Flame (Крещение огнём)
- 2006 - Armageddon (Армагеддон)
- 2011 - Phoenix (Феникс)
- 2014 - Through All Times (Через все времена)
- 2018 - Curse of the Seas (Проклятье морей)